# لباس خاکی (فیلم ۱۹۸۵)
لباس خاکی (به تامیلی: Kaakki Sattai) یا لباس نظامی (به انگلیسی: Khaki Shirt) فیلمی هندی محصول سال ۱۹۸۵ و به کارگردانی راجاسکهار است. در این فیلم بازیگرانی همچون کمال حسن، آمبیکا، مادهوی، ساتیاراج، راجیو و باب کریستو ایفای نقش کرده‌اند.